# Festival pana Rifkina
Festival pana Rifkina, v originále Rifkin's Festival, je španělský film, který natočil americký režisér Woody Allen podle vlastního scénáře. Hrají v něm Gina Gershon, Louis Garrel, Christoph Waltz, Wallace Shawn a další. Jeho natáčení probíhalo od července do srpna 2019 ve španělském San Sebastiánu. Snímek pojednává o americkém páru, který se vydá na Mezinárodní filmový festival v San Sebastiánu, kde se oba zamilují do jiných lidí. Světová premiéra filmu proběhla 18. září 2020 na sansebastiánském festivalu.